# Himantoglossum comperianum
Himantoglossum comperianum är en orkidéart som först beskrevs av Christian von Steven, och fick sitt nu gällande namn av Pierre Delforge. Himantoglossum comperianum ingår i släktet Himantoglossum och familjen orkidéer. Inga underarter finns listade i Catalogue of Life.

## Bildgalleri

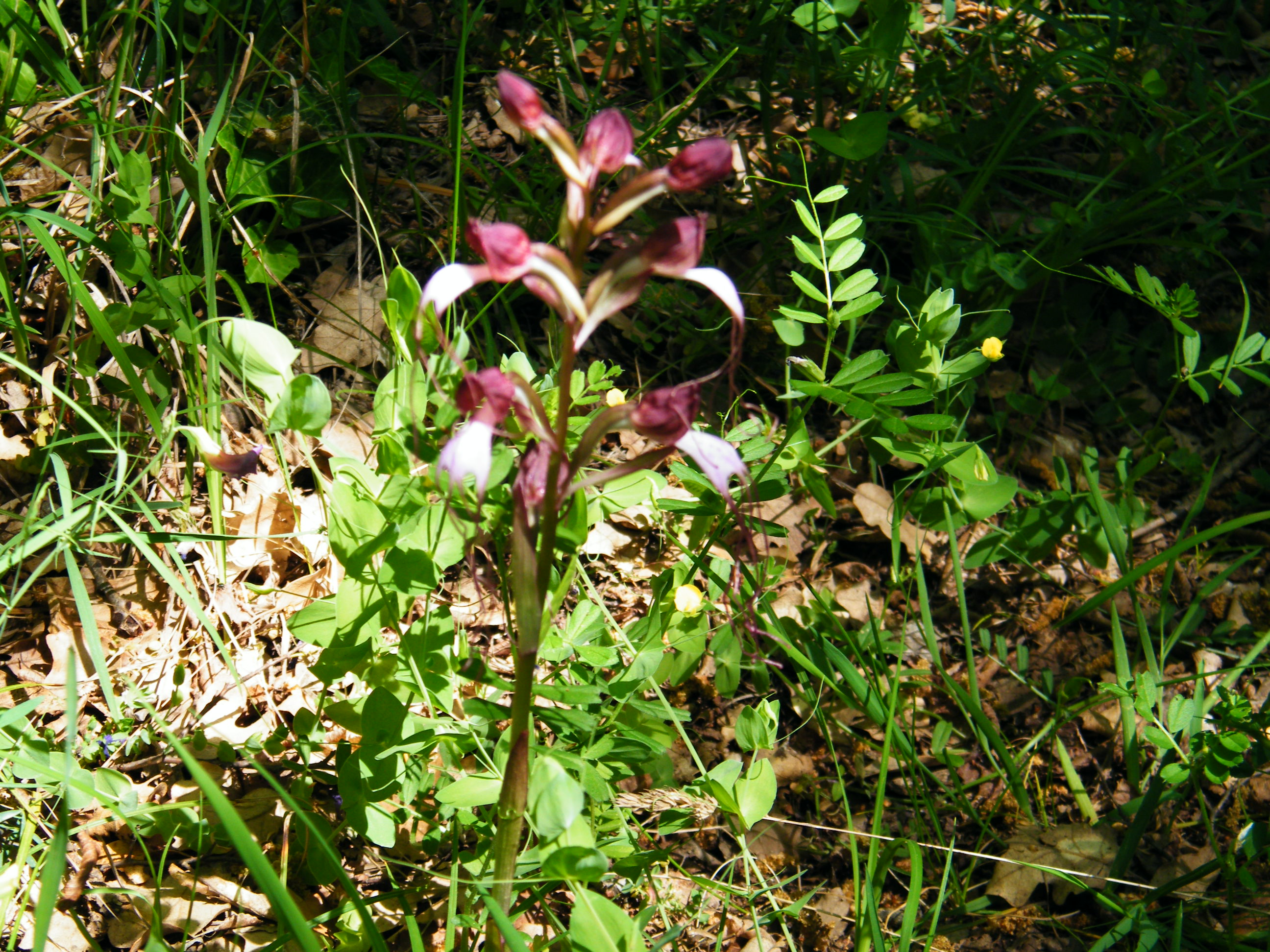
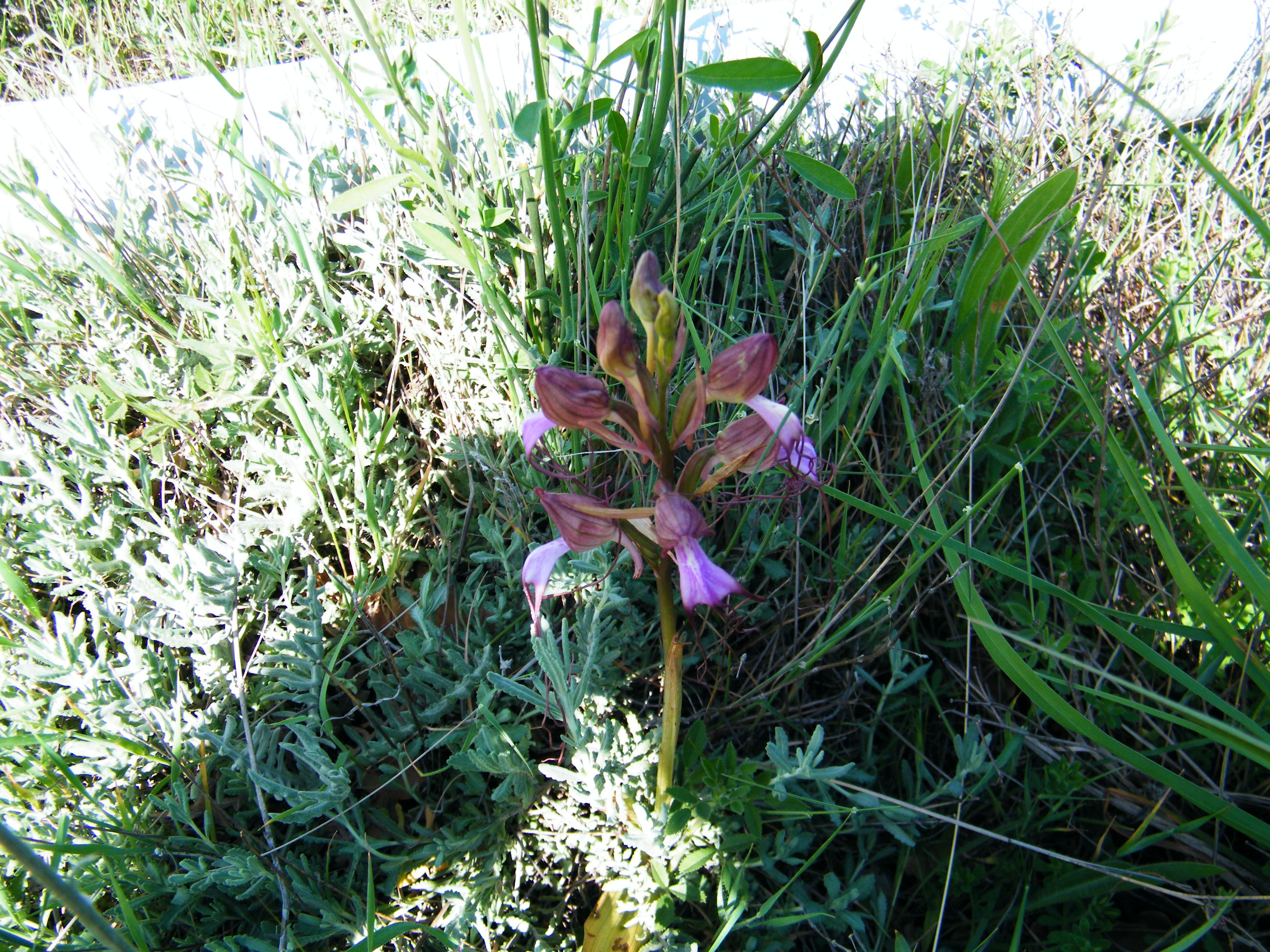
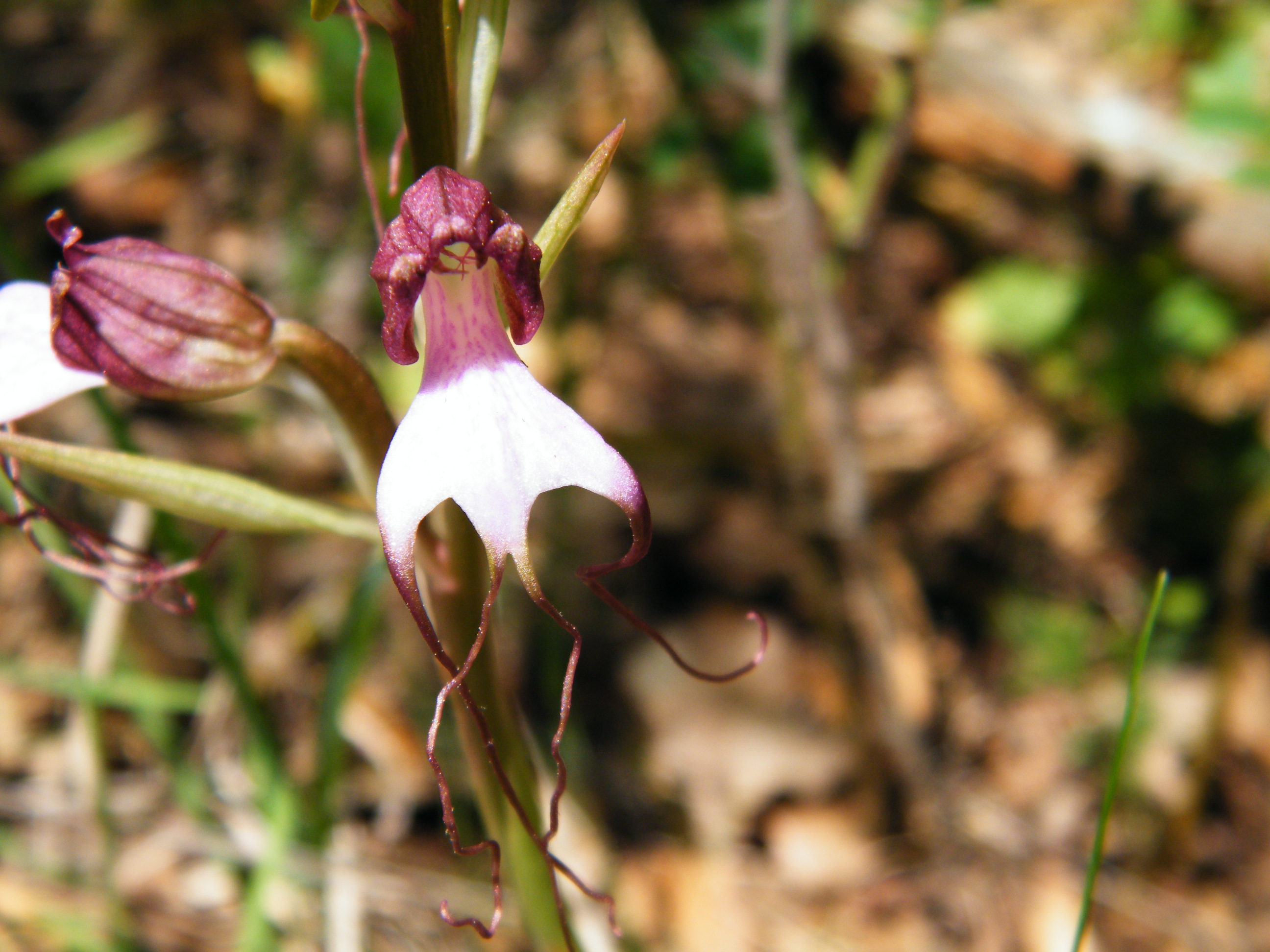
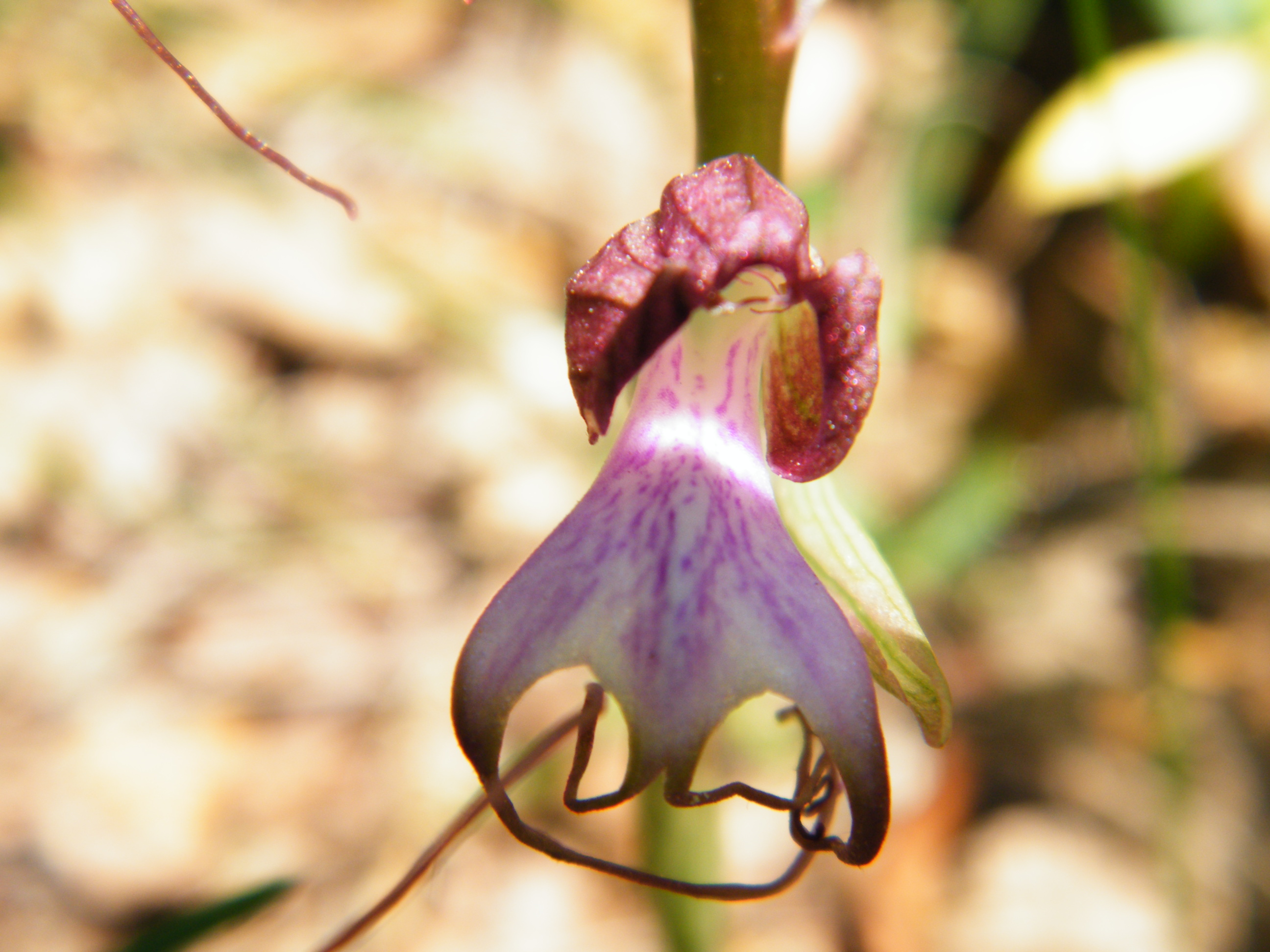
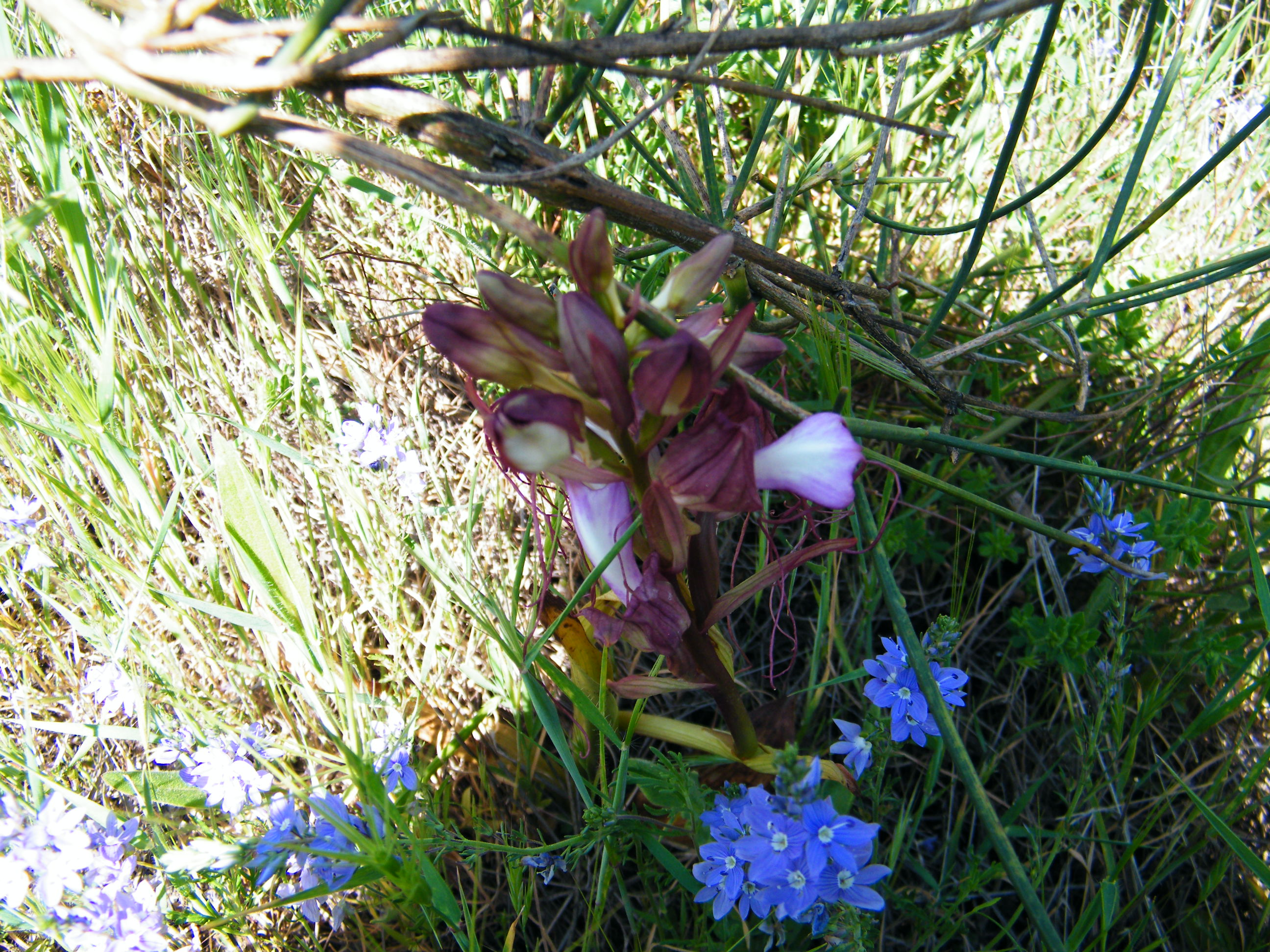
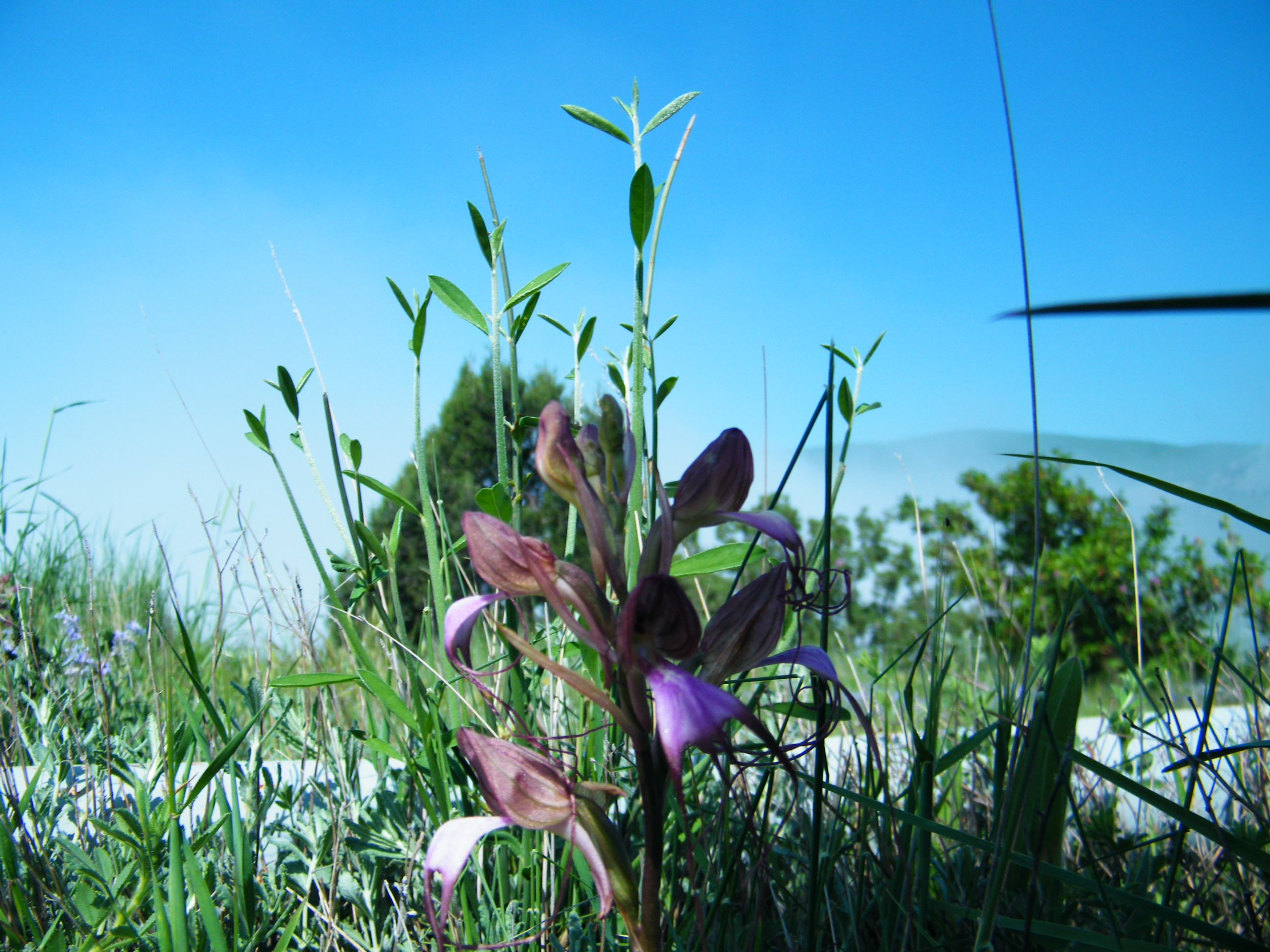